# Маківська сільська рада (Дунаєвецький район)
Ма́ківська сільська́ ра́да — адміністративно-територіальна одиниця та орган місцевого самоврядування в Дунаєвецькому районі Хмельницької області. Адміністративний центр — село Маків.

## Загальні відомості
Маківська сільська рада утворена в 1922 році.
- Територія ради: 48,418 км²
- Населення ради: 5 575 осіб (станом на 2001 рік)
- Територією ради протікає річка Тернавка

## Населені пункти
Сільській раді підпорядковані населені пункти:
- с. Маків
- с. Слобідка-Залісецька
- с. Слобідка-Рахнівська
- с. Шатава

## Склад ради
Рада складається з 30 депутатів та голови.
- Голова ради: Кушнір Анатолій Аркадійович
- Секретар ради: Лігоцька Наталія Володимирівна

### Керівний склад попередніх скликань
| Прізвище, ім'я, по батькові | Основні відомості                                                 | Дата обрання | Дата звільнення |
| --------------------------- | ----------------------------------------------------------------- | ------------ | --------------- |
| Кушнір Анатолій Аркадійович | Сільський голова, 1954 року народження, освіта вища               | 26.03.2006   | 31.10.2010      |
| Кушнір Анатолій Аркадійович | Сільський голова, 1954 року народження, освіта вища, безпартійний | 31.10.2010   |                 |

Примітка: таблиця складена за даними сайту Верховної Ради України

### Депутати
За результатами місцевих виборів 2010 року депутатами ради стали:

#### За суб'єктами висування
| Суб'єкт висування                      | Кількість обраних депутатів | %    |
| -------------------------------------- | --------------------------- | ---- |
| Народна партія                         | 15                          | 50   |
| Самовисування                          | 11                          | 36,7 |
| Соціалістична партія України           | 3                           | 10   |
| Партія Християнсько-Демократичний Союз | 1                           | 3,3  |

#### За округами
| № округу                               | Прізвище, ім'я, по батькові         | Дата визнання обраним | Освіта             | Партійна приналежність                        | Відомості про обраного депутата                                              |
| -------------------------------------- | ----------------------------------- | --------------------- | ------------------ | --------------------------------------------- | ---------------------------------------------------------------------------- |
| Народна Партія                         |                                     |                       |                    |                                               |                                                                              |
| 1                                      | Білега Надія Володимирівна          | 05.11.2010            | вища               | член Народної партії                          | СТОВ «Агрофірма Україна», інспектор відділу кадрів                           |
| 2                                      | Бойчук Валентина Степанівна         | 05.11.2010            | середня спеціальна | член Народної партії                          | домогосподарка                                                               |
| 3                                      | Олійник Сергій Петрович             | 05.11.2010            | вища               | член Народної партії                          | ПП Макогон В. А., майстер                                                    |
| 8                                      | Кухар Наталія Петрівна              | 05.11.2010            | середня спеціальна | позапартійна                                  | СТОВ «Агрофірма Україна», бухгалтер                                          |
| 9                                      | Мельник Наталія Василівна           | 05.11.2010            | середня спеціальна | член Народної партії                          | Санаторій «Україна», гідрогеолог                                             |
| 16                                     | Чорний Юрій Анатолійович            | 05.11.2010            | середня            | член Народної партії                          | приватний підприємець                                                        |
| 17                                     | Боднар Олександр Степанович         | 05.11.2010            | вища               | член Народної партії                          | Маківське лісництво, лісничий                                                |
| 19                                     | Чорний Анатолій Васильович          | 05.11.2010            | середня            | член Народної партії                          | пенсіонер                                                                    |
| 21                                     | Тарасюк Володимир Васильович        | 05.11.2010            | середня спеціальна | член Народної партії                          | пенсіонер                                                                    |
| 22                                     | Мельник Микола Олександрович        | 05.11.2010            | середня спеціальна | член Народної партії                          | СТОВ "Агрофірма"Україна", головний інженер                                   |
| 25                                     | Карпов Анатолій Михайлович          | 05.11.2010            | середня спеціальна | член Народної партії                          | СТОВ "Агрофірма «Україна», завідувач складу                                  |
| 26                                     | Федоров Василь Миколайович          | 05.11.2010            | вища               | член Народної партії                          | Санаторій «Україна», механік                                                 |
| 28                                     | Тхоревський Едуард В'ячеславович    | 05.11.2010            | середня спеціальна | член Народної партії                          | приватний підприємець                                                        |
| 29                                     | Рудик Олег Миколайович              | 05.11.2010            | вища               | член Народної партії                          | Слобідко-Рахнівський будинок культури, директор                              |
| 30                                     | Підопригора Олександр Володимирович | 05.11.2010            | середня спеціальна | член Народної партії                          | Слобідко-Рахнівська загальноосвітня школа І-ІІІ ст., оператор газових котлів |
| Партія Християнсько-Демократичний Союз |                                     |                       |                    |                                               |                                                                              |
| 11                                     | Матковський Микола Михайлович       | 05.11.2010            | середня спеціальна | член Партії Християнсько-Демократичний Союз   | Комунальне підприємство «Мета», директор                                     |
| Соціалістична партія України           |                                     |                       |                    |                                               |                                                                              |
| 7                                      | Зайцева Світлана Костянтинівна      | 05.11.2010            | середня спеціальна | член Соціалістичної партії України            | пенсіонер                                                                    |
| 12                                     | Шкваринський Вікентій Йосипович     | 05.11.2010            | середня спеціальна | член Соціалістичної партії України            | ВАТ «Модуль», слюсар                                                         |
| 14                                     | Галачинська Оксана Миколаївна       | 05.11.2010            | вища               | член Соціалістичної партії України            | приватний підприємець                                                        |
| Самовисування                          |                                     |                       |                    |                                               |                                                                              |
| 4                                      | Герасимович Любов Вікторівна        | 05.11.2010            | вища               | член Політичної партії «Наша Україна»         | СГ «Любисток», менеджер                                                      |
| 5                                      | Григор'єва Тетяна Сергіївна         | 05.11.2010            | середня спеціальна | член Всеукраїнського об'єднання «Батьківщина» | Санаторій «Україна», головна сестра медична                                  |
| 6                                      | Карпов В'ячеслав Миколайович        | 05.11.2010            | вища               | позапартійний                                 | Маківська ДЮСШ, директор                                                     |
| 10                                     | Москалишин Василь Григорович        | 05.11.2010            | вища               | позапартійний                                 | «ФГ Борщуна», заступник голови                                               |
| 13                                     | Гомілко Нінель Дмитрівна            | 28.06.2011            | середня спеціальна | член Народної партії                          | Кам'янець-Подільська ветеринарна аптека, ветеринар                           |
| 15                                     | Пенюшкевич Валентина Савівна        | 28.06.2011            | вища               | член Народної партії                          | пенсіонер                                                                    |
| 18                                     | Антохов Валентин Володимирович      | 05.11.2010            | середня спеціальна | член Всеукраїнського об'єднання «Батьківщина» | Санаторій «Україна», сестра медична                                          |
| 20                                     | Кузь Володимир Іванович             | 05.11.2010            | середня спеціальна | член Всеукраїнського об'єднання «Батьківщина» | Санаторій «Україна», зубний лікар                                            |
| 23                                     | Лігоцька Наталія Володимирівна      | 05.11.2010            | вища               | позапартійна                                  | Маківська сільська рада, секретар                                            |
| 24                                     | Карпов Валерій Миколайович          | 28.06.2011            | вища               | член Політичної партії «Нова політика»        | Маківська ДЮСШ, тренер-викладач                                              |
| 27                                     | Павлова Валентина Іванівна          | 05.11.2010            | середня спеціальна | член Всеукраїнського об'єднання «Батьківщина» | Санаторій «Україна», сестра медична                                          |